# Hylaeus albonitens
Hylaeus albonitens är en biart som först beskrevs av Cockerell 1905.  Hylaeus albonitens ingår i släktet citronbin, och familjen korttungebin. Inga underarter finns listade i Catalogue of Life.

## Bildgalleri

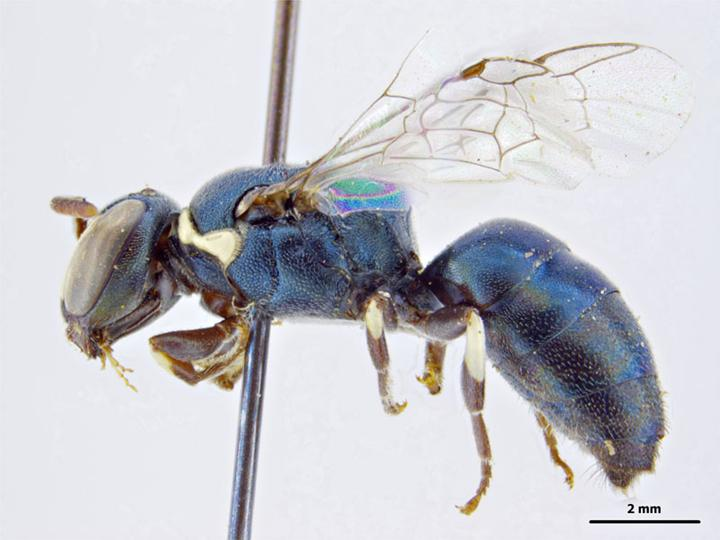
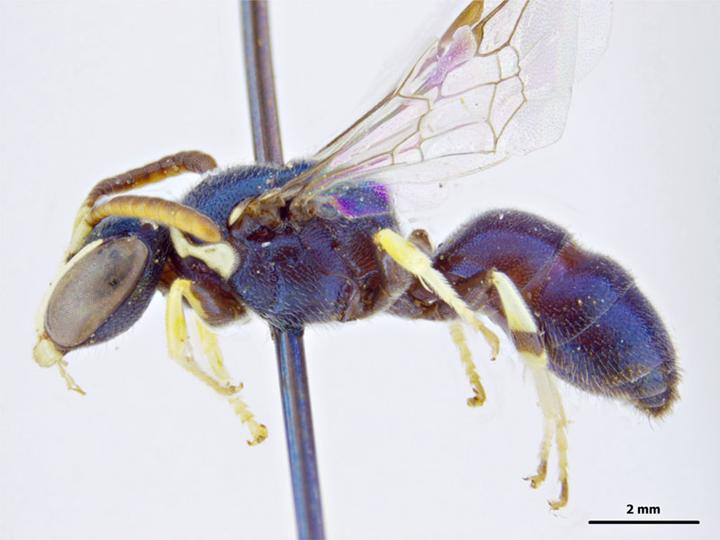